# 電流計

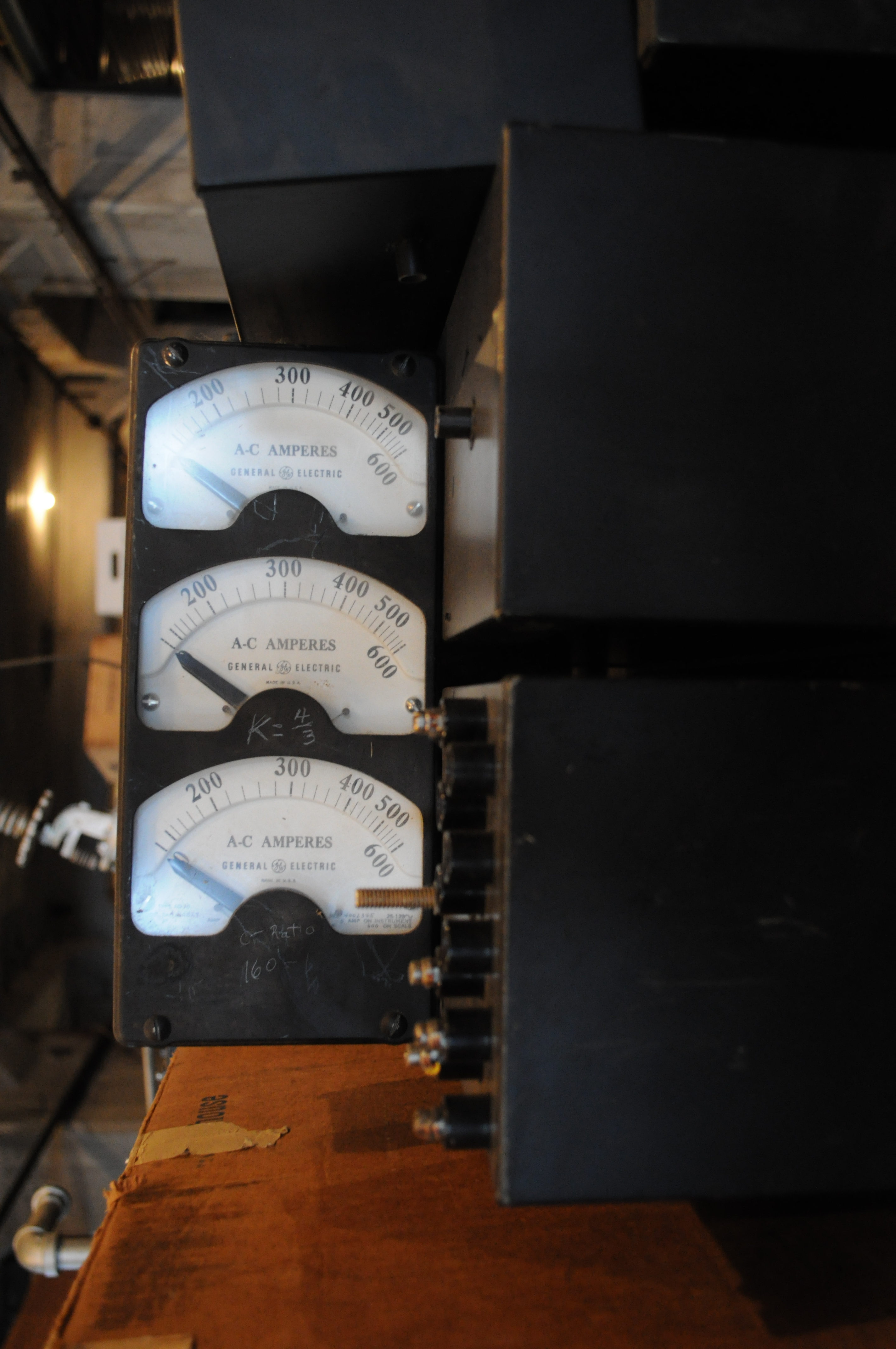
ゼネラル・エレクトリック社の電流計

電流計（でんりゅうけい、英語: ammeter）あるいはアンメーターとは、電流を測るための電気計器である。
デジタル電流計や、自動車, オートバイに使用される電流計についても、この項目で説明する。

## 使用方法・接続方法

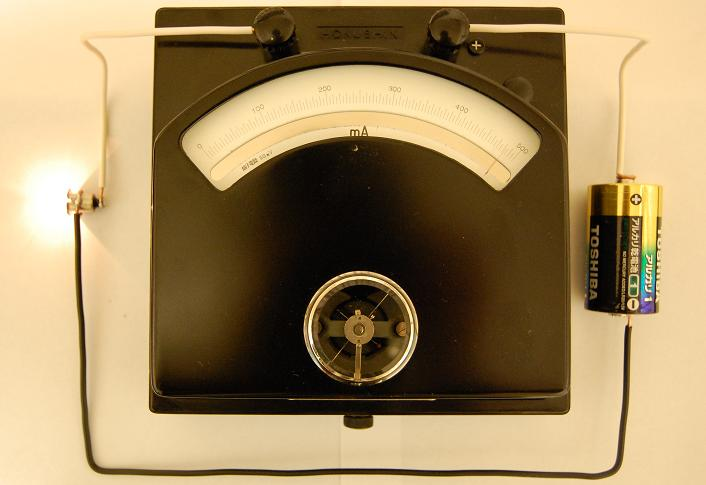
つなぎ方

内部電気抵抗の小さな測定器であり、測定箇所の回路を開いてその2点間に直列に接続する。実際には、回路に低抵抗を挿入し、その抵抗の両端の電圧を測定することで電流値としている。測定範囲の拡大には分流器や変流器が使用される。
直流電流計の場合は電池もしくは安定化電源装置の＋極側を電流計の＋端子につなぎ、－端子側は負荷を直列に接続し－極側にもどす。（つなぎ方を参照）
交流電流計の場合極性はどちらでも良い。
測定したい値が不明な場合は一番大きな値の端子から接続する。逆に振れが小さい場合は振り切らないように測定端子を接続し直す。
電流計を電源に直接つなぐと大きな電流が流れ計器が破損する。定格が小さい場合特に注意が必要である。

## アナログ電流計

### 内部構造

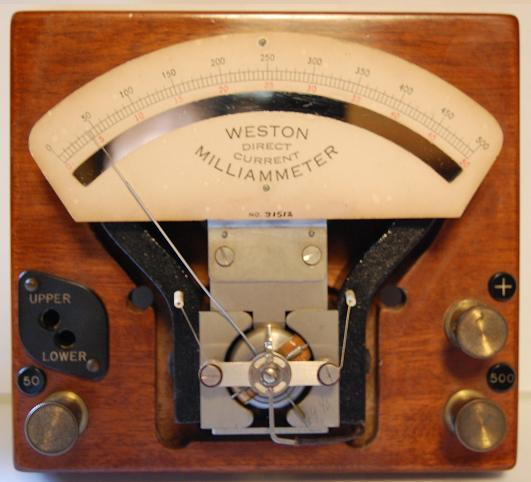
可動コイル形

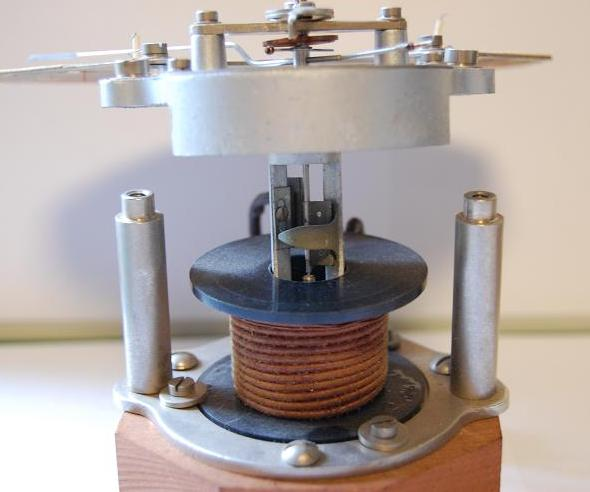
可動鉄片形

電圧計と構成は同じであるが、内部抵抗を極力小さくするために太いコイルが巻かれる。右は可動コイル形、その下は可動鉄片形である。

### 直流電流計

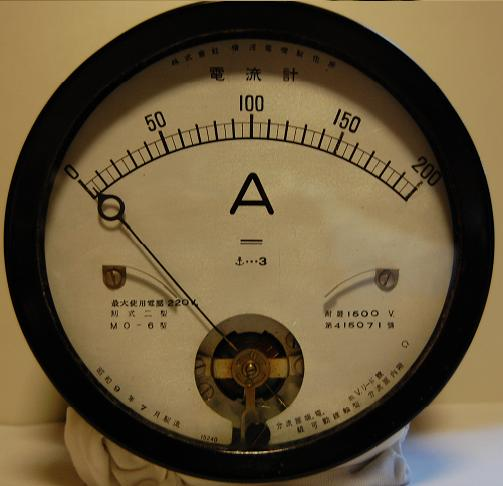
直流電流計

直流においての電流を測定するのに使用される。構造は可動コイル型であり永久磁石およびコイルで構成される。電流計単体だけでは大きな電流を測れないので目的の電流にあわせて分流器を使用する。

### 交流電流計

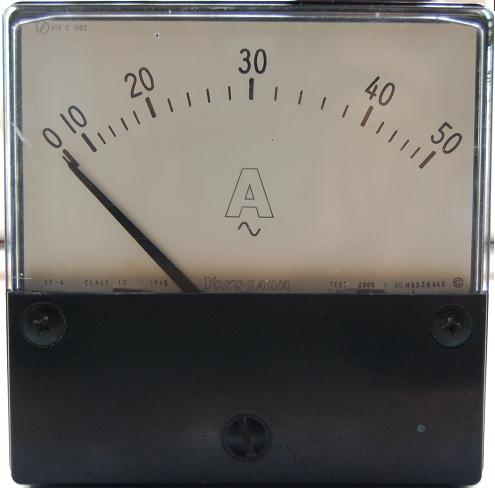
交流電流計

商用周波数程度 (45 - 65Hz) の交流電流を測定するのに使用する。直流にも使用することは可能だが、電流が大きくなるにつれて誤差が大きくなるので注意が必要である。

### 電流力計型電流計
構造的には電力計と同様だが内部配線が異なる。原理的には直流から商用周波数程度（DC - 1000Hzまで可能なものも）である。

### 検流計（ガルバノメーター）
一目盛りで10-6アンペア[A]以下の高感度の検出をする電流計である。ブリッジ回路（ホイートストンブリッジなど）の平衡を確かめるために使用される。
直流用のものは、強力な永久磁石を使用した可動コイル形計器である。また、電子回路を利用した簡易電子式検流計もある。
ガルバノメーターという名称は、イタリアの物理学者、ルイージ・ガルヴァーニにちなむ。

### 熱電形電流計

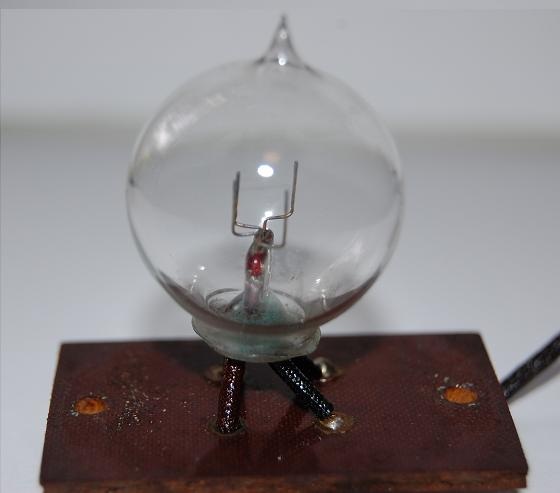
熱電対

電流によるジュール熱を熱電対を用いて直流電流に変換し、それを可動コイル形計器で測定するものである。
熱電対に流れる電流の二乗に比例するので目盛りは二乗目盛りとなり実効値を表示する。交流および直流どちらでも使用可能であり、直流で校正した後に交流を測定すれば正しい値が得られる。
測定範囲はDC - 1MHzまでと非常に幅広い反面、電流の測定範囲は融通が利かず2 - 3倍程度の過電流により熱電対が簡単に焼損してしまう。測定範囲は1 - 1000mA程度までである。

## デジタル電流計
分流器や電流検出抵抗器、交流電流センサなどを使用しデジタル電圧計を両端に接続する。
ローサイド電流検出
GND側に抵抗器を設置する。
ハイサイド電流検出
Vcc側に抵抗器を設置する。
アイソレーション(絶縁)
ADCとMCUの間に絶縁用ICを使用する。GNDの分離、ユーザーの感電防止、MCUや電子部品の破損防止など使用する理由は様々である。
交流電流センサ
トロイダルコアに巻線を施し、中心に測定対象の電線を通す。

## 測定範囲の拡大
電流計は電流を測定しようとするとき、接続端子部分の電圧降下及び発熱や磁界の発生による指示誤差などが生じてくるため、一定程度より大きい電流を測定しようとすると誤差が大きくなってしまう。そこで、電流の測定精度をあげるために、次のような機器が用いられる。

### 分流器

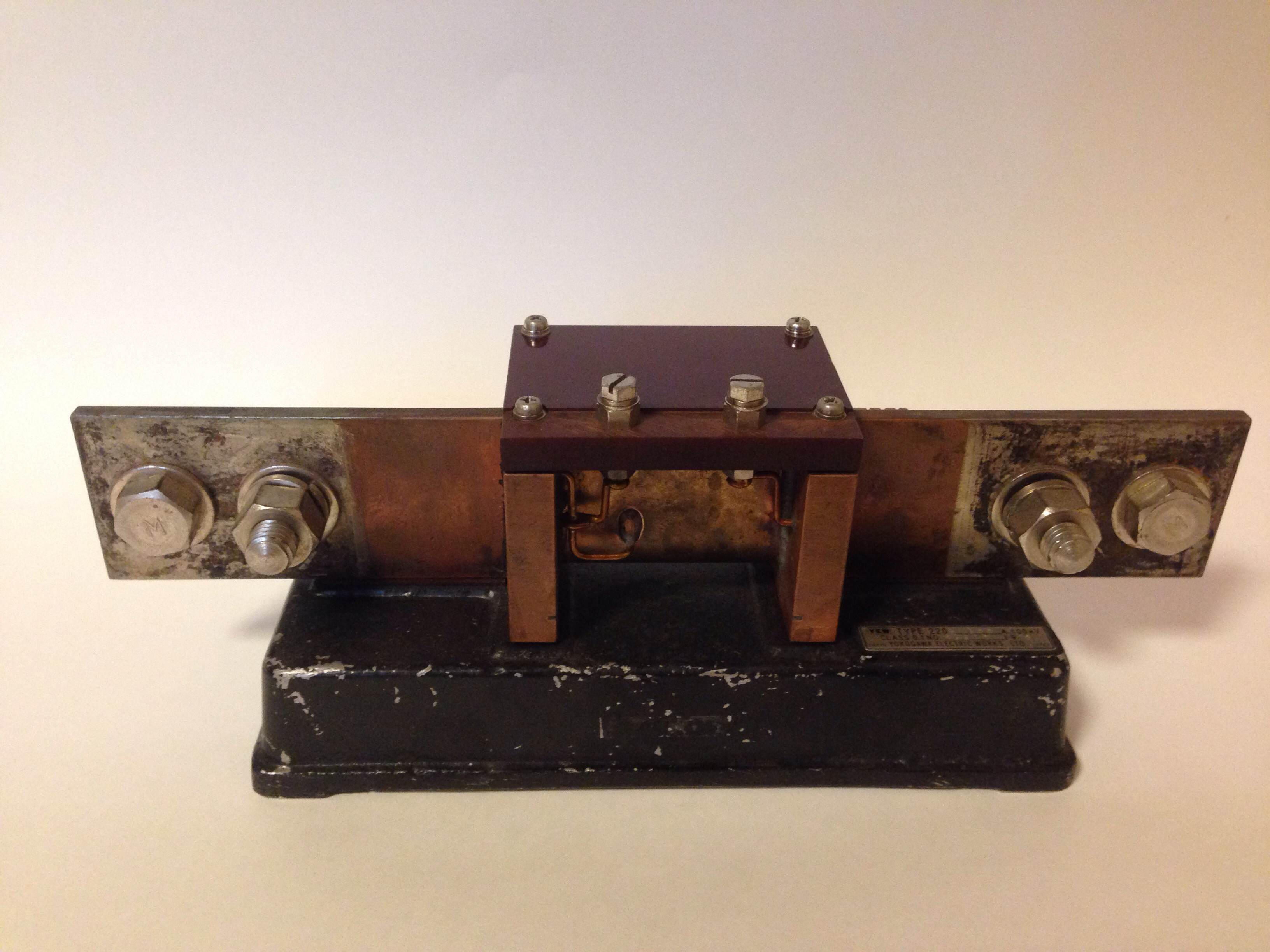
定格500A, 100mVの分流器

分流器（ぶんりゅうき,Shunt）は直流電流計の測定範囲拡大に使われる抵抗器で、電流計に並列に挿入する。

### 計器用変流器
計器用変流器（けいきようへんりゅうき,Current Trans , CT）は交流電流の測定の測定範囲拡大に使われる変流器である。

## 自動車・オートバイにおける電流計
自動車や、オートバイの一部には、メーターパネル内などに電流計を備えた車種が存在する。
この場合、計器の文字盤の表示はアンペアを数値的に示すのではなく、＋と−で表記される。指針がプラス側のゾーンを示している場合にはオルタネーターやダイナモから発電される電流が、車体側の消費電流を上回っている事を示す。逆に、指針が中央線を横切ってマイナス側のゾーンを示している場合には、発電電流が車体側の消費電流を下回っており、バッテリーから電流が持ち出しの状態になっている事を示す。